# Subida a Urkiola 2005
La Subida a Urkiola 2005, trentunesima edizione della corsa, valida come evento dell'UCI Europe Tour 2005 categoria 1.1, si svolse il 14 agosto 2005 su un percorso di 170,9 km. Fu vinta dallo spagnolo Joaquim Rodríguez, che terminò la gara in 4h08'33" alla media di 41,25 km/h.
Furono 35 i ciclisti che portarono a termine il percorso.

## Ordine d'arrivo (Top 10)
| Pos. | Corridore            | Squadra       | Tempo    |
| ---- | -------------------- | ------------- | -------- |
| 1    | Joaquim Rodríguez    | Saunier Duval | 4h08'33" |
| 2    | José Alberto Benítez | Spiuk-Semar   | a 2"     |
| 3    | Matteo Carrara       | Barloworld    | s.t.     |
| 4    | Carlos Castaño       | Andalucía     | s.t.     |
| 5    | Pavel Brutt          | Lokomotiv     | a 9"     |
| 6    | Luis Pasamontes      | Relax         | a 13"    |
| 7    | Joseba Albizu        | Euskaltel     | a 15"    |
| 8    | Jon Bru              | Kaiku         | a 20"    |
| 9    | David Latasa         | C. Valenciana | a 23"    |
| 10   | Luis Pérez Romero    | Relax         | a 26"    |